# من بروس لی هستم
من بروس لی هستم (به انگلیسی: I Am Bruce Lee) عنوان مستندی است که در سال ۲۰۱۲ دربارهٔ زندگی بروس لی، ساخته‌شد.

## خلاصه داستان
«بروس لی» در سطح دنیا به عنوان پیشرو در وارد کردن هنرهای رزمی در فیلم به عنوان یک هنر شناخته می‌شود. این مستند نشان می‌دهد چطور پس از گذشت بیش از سه دهه از مرگ او، هنوز یاد او بیش از پیش می‌درخشد…

## توزیع
این مستند در ۹ فوریه ۲۰۱۲ در ایالات متحده و در ۲۰ ژوئیه همان سال در بریتانیا منتشر شد. « بروس لی» در ایتالیا برای اولین بار در ۲۰ ژوئیه ۲۰۱۳ به مناسبت چهلمین سالگرد درگذشت وی پخش شد.